# Kung Fu Fighting
Singles de Carl Douglas
Dance the Kung Fu
(1975)
Kung Fu Fighting est une chanson de Carl Douglas sortie en 45 tours en 1974. Il s'agit d'un hommage aux films de kung-fu. Cette chanson, qui était prévue pour être une face B, est classée no 1 des meilleures ventes de 45 tours aux États-Unis pendant deux semaines et se vend à neuf millions d'exemplaires.

## Histoire
En 1974, le producteur Biddu cherche un chanteur pour enregistrer I Want to Give You My Everything, une chanson écrite par Larry Weiss. Il fait appel à Carl Douglas qu'il a rencontré deux ans plus tôt lors de l'enregistrement de la bande originale du film Baraka à Beyrouth avec Richard Roundtree. Après avoir obtenu son accord, Biddu lui demande s'il n'aurait pas une chanson à proposer pour aller sur la face B du 45 tours. Carl Douglas lui montre quelques chansons qu'il a écrites dont Kung Fu Fighting.
Amusé par les paroles de cette chanson, Biddu décide de composer une mélodie pour l'accompagner et réalise l'enregistrement en studio en dix minutes. Le batteur est John Richardson, surtout connu dès cette même année 1974 en tant que membre du groupe les Rubettes, aux multiples succès. La chanson de Larry Weiss plaît à Pye Records mais à la grande surprise de Biddu, la maison de disques est également intéressée par la face B, Kung Fu Fighting. Biddu leur explique qu'il s'agit simplement d'une chanson amusante sans importance mais Pye Records croit sérieusement à son potentiel commercial et tient à la sortir en face A d'un 45 tours. Le label présume en effet que la chanson peut bénéficier de l'effet « Bruce Lee » dont les films remportent un grand succès à la même époque.
Les premières semaines suivant sa sortie, le disque ne se vend pratiquement pas et ne passe pas en radio. Puis le vent tourne lorsque les boîtes de nuit commencent massivement à la diffuser. Elle devient alors numéro 1 des ventes dans la plupart des pays et s'écoule à neuf millions d'exemplaires.
Aux États-Unis, la chanson sort sous le label 20th Century Records et entre à la 94e place du Billboard la même semaine où elle devient numéro 1 des ventes au Royaume-Uni. Huit semaines plus tard, elle atteint la première place du classement américain où elle reste deux semaines consécutives.

## Reprises
La chanson est reprise par Fatboy Slim à la fin des années 1990, par Joseph Racaille sur son album de reprises Signé Racaille en 2000, par le groupe Cimarons en 2001, le groupe Cocoon en 2009 et aussi par le groupe The Vamps en 2016 pour le film Kung fu Panda 3.

## Utilisations ultérieures

### Jeux vidéo et télévision
La chanson est utilisée dans la bande originale du jeu vidéo Kung Fu Chaos, sorti en 2003 ainsi que dans la playlist de Guitar Hero World Tour. Elle figure également dans les séries télévisées suivantes :
- La Série Allemande La Loi du Puma.
- l'épisode 3 de la saison 5 de Scrubs (2005-2006) pour un combat de chirurgien,
- l'épisode 21 de la saison 1 de la série Earl, pour un combat de femmes,
- The Middle.
- Les frères Scott

### Cinéma
Enfin, elle peut être entendue dans plusieurs films dont :
- Les Galettes de Pont-Aven (1975)
- "Police Story 3: Supercop" (1992)
- "Le Ninja de Beverly Hills" (1997)
- Sans nouvelles de Dieu (2001),
- La Cité de Dieu (2002),
- Disco (2008) pour certaines scènes dans la boîte de nuit GinFizz,
- Kung Fu Panda (2008)
- Le Mac (2010),
- La Vérité si je mens ! 3 (2012).
- Comment tuer son boss ? (2011).
- Astérix et Obélix : L'Empire du Milieu (2023).